# Canthidium pseudopuncticolle
Canthidium pseudopuncticolle là một loài bọ cánh cứng trong họ Bọ hung (Scarabaeidae).